# Area metropolitana di Treviso
La Comunità metropolitana di Treviso è un'area metropolitana, costituita dall'area urbana avente come fulcro il comune di Treviso. Essa conta una popolazione di 265.485 abitanti e si estende su una superficie di 401,89 km² con una densità di popolazione pari a 660,59 ab/km².
Quest'area urbana è meno popolosa di quella di Venezia e quella di Padova ma il suo concepimento fu necessario per la creazione di un'unica grande area metropolitana del veneto orientale, la cosiddetta PaTreVe, che sarà la quarta area metropolitana più grande d'Italia dopo quella di Milano, di Napoli e di Roma.
Il comune di Scorzè pur essendo in provincia di Venezia all'epoca non aderì per Venezia, optando bensì a Treviso. La questione è passata in secondo piano con l'avanzamento dell'idea della PaTreVe.

## Comuni dell'area metropolitana di Treviso

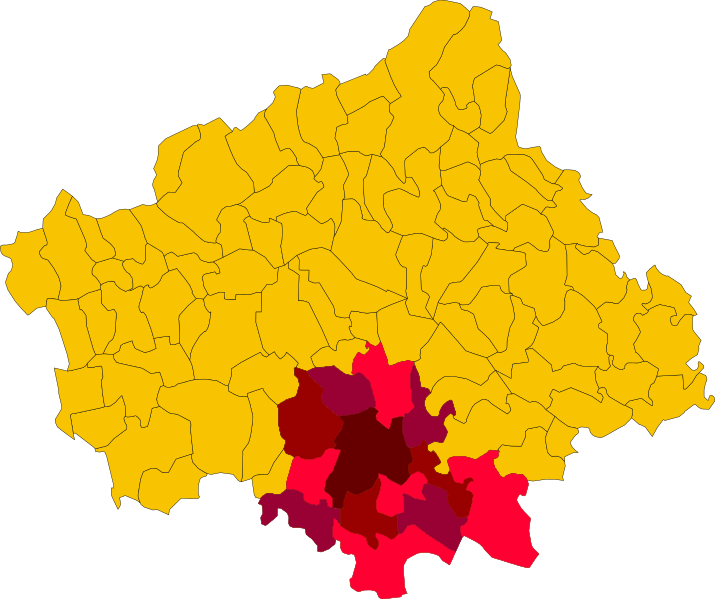
Comuni dell'area metropolitana all'interno della Provincia di Treviso

Lista dei comuni parte dell'area metropolitana cittadina, basata sull'adesione al PATI, sull'agglomerato di Treviso dell'ARPA e sulla rete di trasporti urbani.
| Comune            | Popolazione | Superficie (in km²) | Densità |
| ----------------- | ----------- | ------------------- | ------- |
| Treviso           | 85.714      | 55,58               | 1542,17 |
| Carbonera         | 11.282      | 19,88               | 567,51  |
| Casale sul Sile   | 13.129      | 26,92               | 487,70  |
| Casier            | 11.403      | 13,43               | 849,07  |
| Mogliano Veneto   | 27.763      | 46,26               | 600,15  |
| Paese             | 22.094      | 38,09               | 580,05  |
| Ponzano Veneto    | 12.896      | 22,27               | 579,07  |
| Preganziol        | 17.097      | 23,10               | 740,13  |
| Quinto di Treviso | 9.911       | 19,04               | 520,54  |
| Roncade           | 14.593      | 61,78               | 236,21  |
| Silea             | 10.283      | 18,95               | 542,64  |
| Villorba          | 17.871      | 30,53               | 585,36  |
| Zero Branco       | 11.449      | 26,06               | 439,33  |
| TOTALE            | 265.485     | 401,89              | 660,59  |

## Trasporti

### Strade e autostrade
L'area metropolitana ha solo una strada extraurbana principale a sud della città, la Tangenziale di Treviso: si tratta della variante della ex SS 53 Postumia la quale collega Paese, Quinto di Treviso, Frescada, Dosson, Casier, Silea e Lanzago, oltre ai sobborghi di San Giuseppe, San Lazzaro e Sant'Antonino. Termina al casello di Treviso SUD.
I lavori per il prolungamento verso nord, per il cosiddetto "quarto lotto" o "tangenziale ovest" sono stati accordati e sono in attesa di finanziamenti, collegheranno Paese a Castagnole e i sobborghi di Monigo e Santa Bona, ma soprattutto allacceranno l'opera alla SR 348 Feltrina.
Un ulteriore prolungamento verso est collegherebbe i comuni collocati a nord, quali Ponzano Veneto (Merlengo e Paderno), Villorba (Lancenigo e Fontane) ed infine Carbonera (Pezzan) per finire al casello di Treviso NORD.
Gli altri comuni sono raggiungibili tramite la viabilità ordinaria, in particolare:
- Pontebbana: Preganziol, San Trovaso, Mogliano Veneto e Marocco;
- Noalese: Quinto di Treviso e Zero Branco;
- Feltrina: Castagnole, Porcellengo e Postioma;
- Treviso-Mare: Silea, Casier, Casale sul Sile e Roncade.

L'area metropolitana è servita da due autostrade e da una superstrada a pedaggio:
- Serenissima Torino-Trieste, Passante di Mestre, gestita da Concessioni Autostradali Venete;
  - Casello di Preganziol, collegamento con la Tangenziale di Treviso tramite il Terraglio EST
  - Casello di Meolo-Roncade, collegamento con la tangenziale tramite la Treviso-Mare (SR 89)
- d'Alemagna Venezia-Belluno, gestita da Autostrade per l'Italia.
  - Casello di Treviso NORD-Carbonera (Vascon)
  - Casello di Treviso SUD-Silea
  - Uscita di Casale sul Sile (ultima uscita prima della barriera Venezia NORD)
  - Uscita di Mogliano Veneto

- Pedemontana Veneta, propriamente non nell'area in questione, ma importante arteria a nord.

### Ferrovie
L'area metropolitana è attraversata da molte linee:
- Ferrovia Venezia-Udine (NORD - SUD)
  1. Fermata di Marocco  (fraz. di Mogliano)
  2. Stazione di Mogliano Veneto
  3. Stazione di San Trovaso
  4. Stazione di Treviso Centrale
  5. Stazione di Lancenigo (fraz. di Villorba)
- Ferrovia Vicenza-Treviso (OVEST)
  1. Stazione di Paese
- Ferrovia Belluno-Feltre-Treviso ( NORD-OVEST)
  1. Stazione di Postioma (fraz. di Paese)
  2. Stazione di Castagnole (fraz. di Paese)
- Ferrovia Treviso-Portogruaro (EST)

Inoltre la ex Ferrovia Treviso-Ostiglia, soppressa nel 1987, è stata trasformata in pista ciclabile.

### Progetto S.F.M.R.
L'area dovrebbe essere interessata dal progetto regionale del sistema ferroviario metropolitano regionale, in particolare la linea per Venezia, ma in futuro anche quella per Castelfranco Veneto e Conegliano. Treviso rappresenta una delle stazioni principali per l'interscambio dei convogli metropolitani.

### Aeroporti
L'Aeroporto Antonio Canova di Treviso è collocato lungo la Noalese tra Quinto di Treviso e l'omonima città. I voli che lo interessano sono prevalentemente low-cost, nazionali e continentali, è stato concepito come secondo terminal al più grande e trafficato Marco Polo di Venezia dove i voli hanno destinazioni intercontinentali. La gestione infatti è del gruppo SAVE, la stessa del Marco Polo.

### Trasporto pubblico
Il sistema del trasporto pubblico è gestito interamente da Mobilità di Marca (M.O.M.) e comprende corse urbane all'interno dell'area metropolitana ed extraurbane.
Altre società di trasporti, oltre a Mobilità di Marca, quali Actv e ATVO gestiscono le linee extraurbane su gomma.